# آنگوناوالا
آنگوناوالا (به لاتین: Angunawala) یک منطقهٔ مسکونی در سری‌لانکا است که در استان مرکزی (سری‌لانکا) واقع شده‌است.